# Pierpaolo Benigni
Pierpaolo Benigni (Roma, 29 giugno 1972) è un attore italiano, impegnato anche come conduttore televisivo e radiofonico.

## Biografia
Dopo aver preso parte nel 1978, all'età di soli sei anni, al film "Noccioline a colazione" e successivamente in numerosi spot pubblicitari, ha intrapreso la carriera di attore, lavorando inizialmente in teatro (I misteri Eleusini) e in alcuni ruoli minori in film italiani e fiction televisive. Nel 2008 ha fatto il suo esordio in ruoli da caratterista nei film Bianco e nero di Cristina Comencini e in Tutta la vita davanti di Paolo Virzì, arrivando nel 2011 accanto a Carlo Verdone in Manuale d'amore 3.
Ricordiamo, tra gli altri suoi lavori: la miniserie tv Pazza famiglia, regia di Enrico Montesano, le serie tv Tequila & Bonetti, Carabinieri 7, Lola e Virginia e gli intermezzi pubblicitari de La prova del cuoco con Antonella Clerici .
Tra il 2001 e il 2010, in parallelo alla sua attività attoriale, è stato uno dei volti principali dell'emittente satellitare Coming Soon Television. Conclusasi questa esperienza è sbarcato sulle frequenze di Radio Città Aperta con il programma "Radio Feccia", trasmissione settimanale d'approfondimento cinematografico condotto con Riccardo Festa, già suo collega nel programma tv Siamo Stati Uniti. Nell'aprile del 2012 la "coppia" è passata, invece, a Radio Rai, alla conduzione di CinemHype, sulla Webradio WR8, programma evolutosi poi in Serata Differita Live. Agli inizi del 2013 ha intrapreso la conduzione di varie televendite sul canale HSE24.
Da anni, inoltre, è membro, come percussionista, del gruppo musicale Laudanova, che riunisce strumenti d'orchestra e dell'area Mediorientale, eseguendo concerti di musica classica, antica e di ispirazione orientale, oltre a brani di musica leggera.

## Carriera

### Cinema
- Noccioline a colazione, regia di Mario Orfini (1978)
- Storia d'amore, regia di Francesco Maselli (1986)
- Hotel Otello, regia di Andrea Biagini e Leonardo Scucchi (2000)
- Bianco e nero, regia di Cristina Comencini (2008)
- Tutta la vita davanti, regia di Paolo Virzì (2008)
- Manuale d'amore 3, regia di Giovanni Veronesi (2011)

### Televisione
- Pazza famiglia, regia di Enrico Montesano - Miniserie TV - Rai Uno (1994)
- Linda e il brigadiere, regia di Gianfrancesco Lazotti - Miniserie TV - Rai Uno (1997)
- Tequila & Bonetti, registi vari - Serie TV - Italia 1 (2000)
- Trailers & co. - Intrattenimento - Coming Soon Television - (2003-2007) - Presentatore
- Siamo Stati Uniti - Coming Soon Television - (2007-2010) - Presentatore
- Carabinieri 7, regia di Raffaele Mertes e Giandomenico Trillo - Serie TV - Canale 5 (2008)
- Lola & Virginia, regia di Alessandro Celli - sitcom TV - Raidue, Rai Gulp (2011)
- HSE24, conduzione di varie televendite (2013-2014; 2015-attuale)

### Cortometraggi
- Gatto Mammone e  Meno 18.025 euro , nell'ambito del Siamo Stati Uniti Ynternational Short Film Festival (2008)

### Radio
- Radio Feccia - condotto in coppia con Riccardo Festa - Radio Città Aperta - (2010-2012)
- CinemHype - condotto in coppia con Riccardo Festa -  Webradio WR8  - Radio Rai - (2012)

### Spot Pubblicitari
- Baci Perugina
- Simmenthal
- Grand Soleil
- Actimel
- Alice

## Curiosità
- La sua prima passione al pari del Cinema è la Musica: dal Rock progressive anni 70, al Jazz e alla Fusion, in particolare i Weather Report.
- È tifoso della Roma